# Teatro España

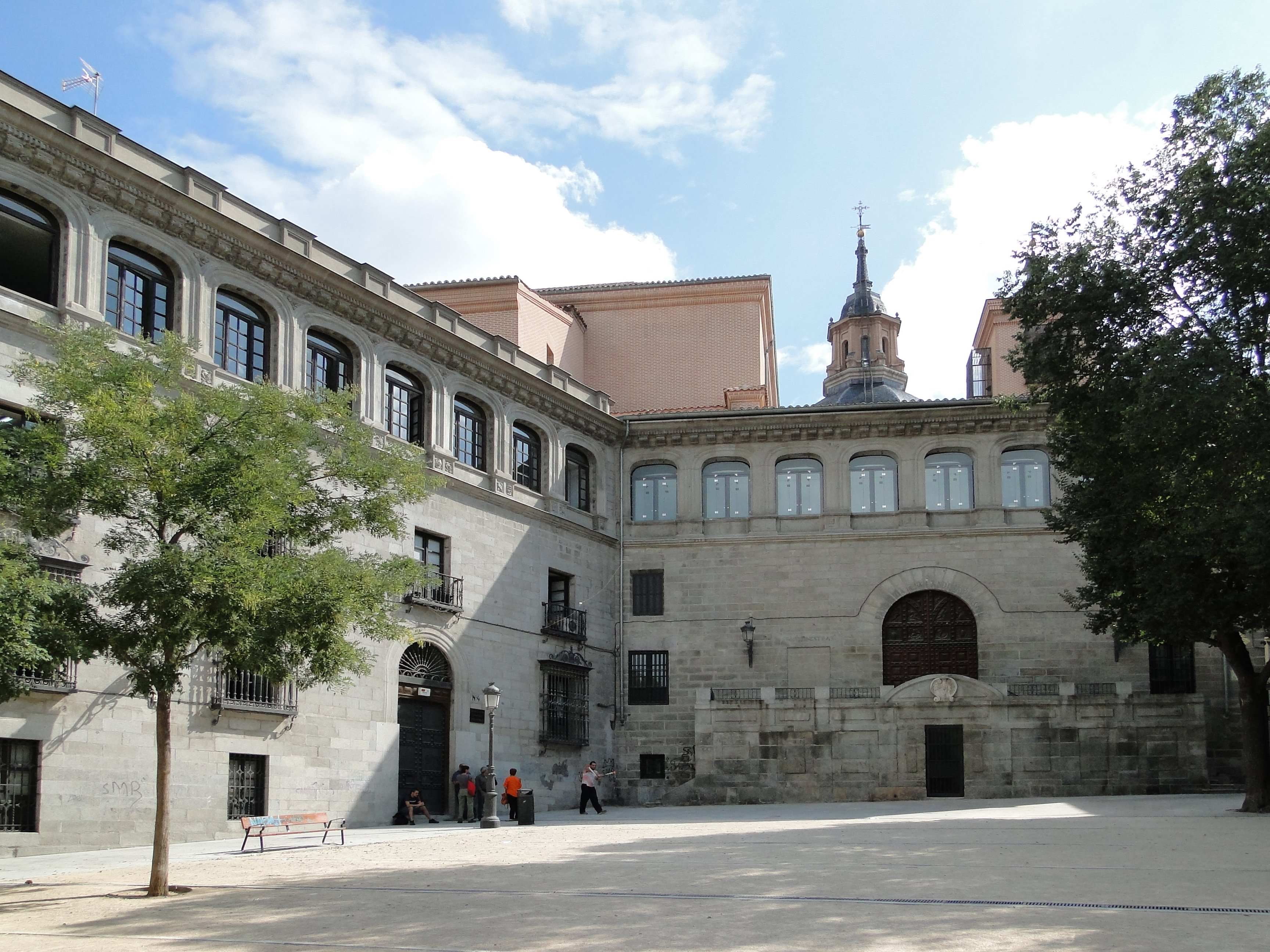
Rinconera que forman, en la plaza de la Paja, la capilla del Obispo (a la derecha) y el palacio de los Vargas, edificio que albergó el teatro España durante el último cuarto del madrileño.

El teatro España fue un teatro-salón del viejo Madrid, en el entorno de la plaza de la Paja, inaugurado en la década de 1870 y destruido por un incendio antes de que concluyese el siglo. Ramón Gómez de la Serna lo localiza en el edificio que fue el palacio de los Vargas, contiguo a la capilla del Obispo, «dando espectáculos de a real la pieza».

## Historia
El teatro España se inauguró en 1874, con un proyecto de interior del arquitecto José Asensio Perdiguer, y se especializó en obras románticas y del siglo XVII. Disponía de dos plantas; en la que daba a la calle estaba el café del establecimiento y un teatro-salón ocupaba el piso de arriba. Como muchos locales de ese periodo fue destruido por un incendio.
Estuvo emplazado en el número siete de la costanilla de San Andrés, en el ensanchamiento que ocupa la plaza de la Paja, en el mismo solar que antes ocupó el palacio de Francisco Vargas, el viejo, haciendo esquinazo y rinconera de la plazuela con la capilla del Obispo. Cuentan Ramón Gómez de la Serna y Pedro de Répide que en el mismo edificio instaló oficina, por traspaso del teatro, «doña Baldomera, hija del gran Larra», en su infancia brillante estudiante de aritmética en el Instituto Español, quien ya madura y abandonada por su marido— puso allí su lucrativo negocio, temprano precursor del fraude piramidal. Tras la pérdida del teatro, y ya en el siglo XX, se hizo cargo de las obras de conservación de parte del antiguo palacio de los Vargas el Círculo Católico de Obreros, que instaló allí su sede. Anotan también Hilario Peñasco de la Puente y Carlos Cambronero que en ese mismo solar de ilustre fachada tuvo su librería el impresor Enrique Rubiños.
Federico Carlos Sainz de Robles, en su obra dedicada a Los antiguos teatros de Madrid lo cataloga como «auténtico tugurio» y da como fecha de inauguración el año de 1846, lo que hace dudar de que se trate del mismo local.